# Muirne
Muirne, eigentlich Muireann Muncháem („Schönhals“), ist in der keltischen Mythologie Irlands eine Sagengestalt aus dem Finn-Zyklus, den Erzählungen um den Helden Fionn mac Cumhaill.

## Mythologie
Muirne ist die Tochter des tyrannischen Königs Tadg mac Nuadat, der sie keinem Freier überlassen will, weil ihm von seinem Enkel Unheil drohen soll. Deshalb entführt Cumhall mac Basna, der Anführer der Fianna, das Mädchen, was zum Krieg führt. Tadg ruft den Hochkönig Conn Cétchathach zu Hilfe, die Schlacht findet bei Castleknock (County Dublin) statt. Cumhall fällt von der Hand Goll mac Mornas, aber Muirne ist bereits schwanger und da sie ihr Vater deshalb töten will, rettet Conn sie und übergibt sie Cumhalls Schwester, der Druidin Bodhmhall aus Kilkenny, zur Fürsorge. Muirne gebiert einen Knaben, den sie Demne (damne, „Hirschkalb“) nennt, den späteren Fionn mac Cumhall. Da dem Kind von vielen Feinden seines Vaters nachgestellt wird, verbirgt sie sich mit ihm und Bodhmhall in den Wäldern. Die beiden erziehen den Knaben in der Waffenkunst, seine Mutter Muirne verschafft ihm das berühmte Schwert Mac an Luinn.
Nach einer anderen Überlieferung ist Fionns Vater der Meeresgott Manannan, der Muirne während der Abwesenheit Cumhalls schwängert. Fionn soll nach einer Schwangerschaft von neun Monaten oder neun Jahren mit der Stärke  eines Neunjährigen und dem Wissen seines göttlichen Vaters zur Welt gekommen sein. Sein erster Name wird hier mit Móraind überliefert.